# Ахтямов, Сабир Ахтямович
Саби́р Ахтя́мович Ахтя́мов (тат.  Сабир Әхтәмев; 15 июня 1926, с. Верхний Искубаш, Кукморский район, Татарская АССР — 20 июля 2014, Казань) — стрелок противотанкового ружья (ПТР) в Великой Отечественной войне. Герой Советского Союза.

## Биография

### Ранние годы
Родился в семье кузнеца. Татарин. Окончил семь классов, работал кузнецом в колхозе «Ударный год».
В Красной Армии с ноября 1943 года. Пройдя курс обучения, стал бронебойщиком.

### Великая Отечественная война
На фронт попал в июне 1944 года. Стрелок противотанкового ружья (ПТР), гвардии рядовой 4-й гвардейской мотострелковой бригады (2-й гвардейский Тацинский танковый корпус, 11-я гвардейская армия, 3-й Белорусский фронт). Принимал участие в освобождении Белоруссии, Прибалтики, в боях на территории Германии. Под населённым пунктом Староселье в Белоруссии подбил танк и самоходную артиллерийскую установку противника.
Отличился в боях в Восточной Пруссии в октябре 1944 года. Во время штурма сильно укреплённого пункта Неммерсдорф (ныне село Маяковское Калининградской области) подбил из противотанкового ружья один танк, три самоходных артиллерийских установки (САУ), два бронетранспортёра (БТР) и две грузовые машины со снарядами.
Указом Президиума Верховного Совета СССР от 24 марта 1945 года за образцовое выполнение боевых заданий командования и проявленные при этом мужество и героизм гвардии рядовому Ахтямову было присвоено звание Героя Советского Союза с вручением ордена Ленина и медали «Золотая Звезда» (№ 6189).
В бою в районе населённого пункта Ауловен (Восточная Пруссия; ныне посёлок Калиновка Черняховского района) Ахтямов с чердака одного из домов подбил 2 средних танка «Пантера». За этот подвиг он был награждён орденом Красного Знамени. Вскоре он был ранен.

### Послевоенные годы
Участник исторического Парада Победы 24 июня 1945 года в Москве на Красной площади. При этом отбиравшие для парада солдат офицеры штаба брать Ахтямова не хотели ввиду его малого роста, хотя в бригаде из числа рядовых он имел наград более всех. Точку в споре поставил командир формируемого сводного полка 3-го Белорусского фронта генерал П. К. Кошевой, заявивший: «Как же так, такого богатыря — и не взять!».
После войны продолжил службу в армии. В 1950 году окончил курсы подготовки лейтенантов. С 1951 года служил во внутренних войсках МВД СССР. С марта 1952 года по июнь 1972 года был командиром воинской части № 3409 в Арзамасе-16 (ныне город Саров), где занимался организацией службы по обеспечению безопасности и сохранности особо важных государственных объектов. В 1953 году был избран депутатом Горьковского областного Совета.
В 1953 году поступил в вечернюю школу, которую окончил в 1956 году. В 1956—1959 гг. обучался в Московском военном институте имени Ф. Э. Дзержинского при Совете Министров СССР. Завершив обучение, вернулся в Арзамас-16. В период с 1963 года по 1972 год избирался депутатом городского Совета народных депутатов. С 1972 года полковник С. А. Ахтямов — в запасе.
После выхода в запас, с 1972 года жил в Чернигове (Украинская ССР). Работал инженером по специальным сооружениям гражданской обороны на производственном объединении «Химволокно». В 1984 году переехал в город Горький (ныне Нижний Новгород). Работал на Горьковском заводе «РИАП» в должности инженера. С 1986 года на пенсии.
С августа 1991 года жил в столице Татарстана — городе Казани. С. А. Ахтямов был активным общественным деятелем, участником работы ветеранских организаций города Казани и Республики Татарстан. Являлся членом комитета ветеранов войны и военной службы города Казани, комитета ветеранов Советского района Казани, общественной организации «Герои Татарстана», совета ветеранов МВД Татарстана.

## Награды
- «Золотая Звезда» Героя Советского Союза
- орден Ленина
- орден Красного Знамени
- орден Отечественной войны I степени
- орден Красной Звезды
- многие медали
- Почётный гражданин Казани (2007)
- Занесение в Книгу почёта Казани (2007 год)[3]

## Память
- В честь Сабира Ахтямова назван Лицей № 121 г. Казани[4]
- Именем Сабира Ахтямова названа улица в жилом районе «Седьмое Небо» города Казани (продолжение улицы Глушко)
- В честь Сабира Ахтямова названа средняя общеобразовательная школа с. Манзарас
- Имя и портрет Сабира Ахтямова выгравированы на памятной стелле в Парке Победы в Нижнем Новгороде. Стела посвящена фронтовикам — ветеранам Министерства внутренних дел, удостоенных высшей награды Родины